# 에마 렁
에마 렁(Emma Lung, 1982년 1월 14일 ~ )은 오스트레일리아의 배우이다.

## 출연 작품
- 트라이앵글 - 헤더 역
- 더 보이스 아 백 - 미아 역
- 크러쉬 - 안나 역
- 디저티드 - 소녀 역 (단편 영화)
- 크레이브 - 버지니아 역